# Dietger Niederwieser
Dietger Niederwieser (* 16. November 1952 in Bozen) ist ein italienisch-österreichischer Mediziner. Seine Arbeitsgebiete sind Hämatologie, Immunologie und Onkologie. 

## Leben und Wirken
Dietger Walter Niederwieser ist der Sohn des Kaufmanns Walter Niederwieser und seiner Frau Eva. Dietger Niederwieser studierte von 1971 bis 1977 Medizin an der Universität Innsbruck und schloss mit der Promotion ab. Anschließend arbeitete er als Assistenzarzt für innere Medizin an der Universitätsklinik Innsbruck und von 1983 bis 1986 im Bereich Knochenmarktransplantation, nachdem er sich bereits 1981 im Kantonsspital Basel mit der Stammzellentransplantation vertraut gemacht hatte.
1986/1987 erhielt er eine Einladung ans United States Public Health Service Hospital (USPHS) in Seattle (USA), wo er bei dem späteren Nobelpreisträger Edward Donnall Thomas (1920–2012) arbeitete, der 1987 mit einer autologen Stammzelltransplantation den Tenor José Carreras von seiner akuten Leukämie heilte.
Nach seiner Rückkehr nach Innsbruck erfolgte der Ausbau der Knochenmarktransplantationseinheit, die er von 1989 bis 1998 leitete. Dann folgte er einem Angebot nach Leipzig. Hier wurde er Leiter der Abteilung für Hämatologie und Internistischen Onkologie des Universitätsklinikums und erhielt eine Professur an der Universität Leipzig. Während der zwanzigjährigen Tätigkeit Niederwiesers in Leipzig nahm die Abteilung sowohl quantitativ als auch qualitativ einen gewaltigen Aufschwung. Sie wurde zur Klinik und Poliklinik für Hämatologie, Zelltherapie, Hämostaseologie und Infektiologie. Es entstand der Neubau der José-Carreras-Klinik (Johannisallee 32a), und die Mitarbeiterzahl stieg auf 100. Mit über 4000 in diesem Zeitraum erfolgreich durchgeführten Stammzell-Transplantationen platzierte sich Leipzig in die Riege der größten derartigen medizinischen Zentren in Europa. Bei den Behandlungserfolgen konnte für Leukämie-Patienten im Alter über 60 Jahre in Zusammenarbeit mit den USA eine Therapie entwickelt werden, die die Überlebenschance um mehr als 30 % verbesserte. Viele Leipziger Absolventen besetzen inzwischen internationale medizinische Spitzenpositionen.
Am 1. Oktober 2018 beendete Niederwieser seine Tätigkeit am Universitätsklinikum Leipzig, ist aber weiterhin forschend und lehrend tätig und arbeitet in internationalen Gremien. Zu seinem Lebenswerk gehören über 600 wissenschaftliche Veröffentlichungen. Im Oktober 2019 wurde er Honorarkonsul für Italien in Leipzig.
Dietger Niederwieser lebt in Leipzig und ist verheiratet mit Gabriele, geborene Petzer. Das Ehepaar hat eine Tochter und zwei Söhne.

## Mitgliedschaften (Auswahl)
- Österreichische Gesellschaft für Hämatologie und Onkologie (Vorstandsmitglied seit 1989)
- Österreichische Gesellschaft für Allergologie und Immunologie (Vorstandsmitglied 1989–1993)
- Österreichische Gesellschaft für Transplantation, Transfusion und Genetik – AUSTROTRANSPLANT (Präsident 1992–1995)
- American Society of Hematology
- European Society for Blood and Marrow Transplantation (EBMT) (Präsident 2005–2010)
- Worldwide Network for Blood and Marrow Transplantation (WBMT) (Präsident seit 2ß11)
- Ostdeutschen Studiengruppe für Hämatologie und Onkologie e.V. (OSHO) (Stellv. Präsident)
- Ausschusses für neuartige Therapien (CAT) in der Europäischen Arzneimittel-Agentur (EMA)

## Auszeichnungen (Auswahl)
- 1983. 1984, 1985 und 1992 Hoechst-Preis
- 1983 Preis der Bayrischen Gesellschaft für Gastroenterologie
- 2017 Ehrendoktor der Universität Warschau[3]
- 2021 Ehrenmitglied der European Society for Blood and Marrow Transplantation (EBMT)[4]